# پورتشم
پورتشم (به انگلیسی: Portesham) یک روستا و محله مدنی در بریتانیا است که در West Dorset واقع شده‌است. پورتشم ۶۸۵ نفر جمعیت دارد.